# 关峡苗族乡
关峡苗族乡，是中华人民共和国湖南省邵陽市绥宁县下辖的一个乡镇级行政单位。

## 行政区划
关峡苗族乡下辖以下地区：
关峡村、珠玉村、芷田村、高坪村、茶江村、岩头村、文家村、插柳村、大元村、四甲村、南庙村、凤凰村、鸟塘村、石脉村、梅口村、花园角村、石江坪村、岩脚田村、兰溪村和关峡农科所生活区。